# Femmes sous le Régime français au Canada
 (mars 2022).
Les femmes sous le Régime français au Canada représentent un groupe social qui, dès les débuts de la colonie du Canada, a vécu des situations hors du commun. Ces situations particulières ont engendré de nombreux comportements sociodémographiques uniques aux habitants de la vallée laurentienne. Plusieurs femmes se sont démarquées durant l’installation coloniale. La surmasculinité au Canada a permis à des femmes marchandes, entrepreneuses ou seigneuresses, un accès unique à l’espace public.
Pour émettre un portrait complet sur ces femmes, il est aussi important de prendre en considération les différentes réalités selon les groupes sociaux. La situation sociale des femmes n’est pas homogène et va varier selon l’appartenance aux groupes dominants ou à ceux subordonnés. Pour comprendre plus spécifiquement la réalité des femmes au Canada, l’analyse du statut juridique apporte une meilleure compréhension de la dynamique entre les sexes. Les femmes célibataires ou les femmes en situation de veuvage ont plus de droits que les femmes mariées. Ces dernières sont des personnes considérées « mineures » ce qui occasionne une incapacité juridique contribuant au renforcement du contrôle patriarcal.

## Les femmes dans la marge de la société de l’Ancien Régime

### Le double standard en matière sexuelle
Les femmes au Canada se font imposer par la société un double standard en matière sexuelle, aussi appelé double échelle de valeurs. Au Canada comme en métropole, le 17e siècle est caractérisé par l’attention particulière des autorités judiciaires envers les crimes contre les mœurs, surtout envers la moralité sexuelle. Le double standard est très présent ; la fidélité au mariage chrétien est un devoir féminin. Il n’y a pas de loi qui régit ce standard mais il est bien ancré dans les mentalités. La société d'Ancien Régime exige des femmes une chasteté irréprochable en dehors du mariage et condamne les relations extraconjugales des femmes tout en tolérant celles des hommes.  Donc, les filles mères, les prostitués et les servantes violées qui abandonnent leurs enfants sont jugées moralement par la société qui les entoure car elles transgressent cette double échelle de valeurs qui cadre leur vie.

### L’ordre et le désordre, le corps féminin sous l’Ancien Régime

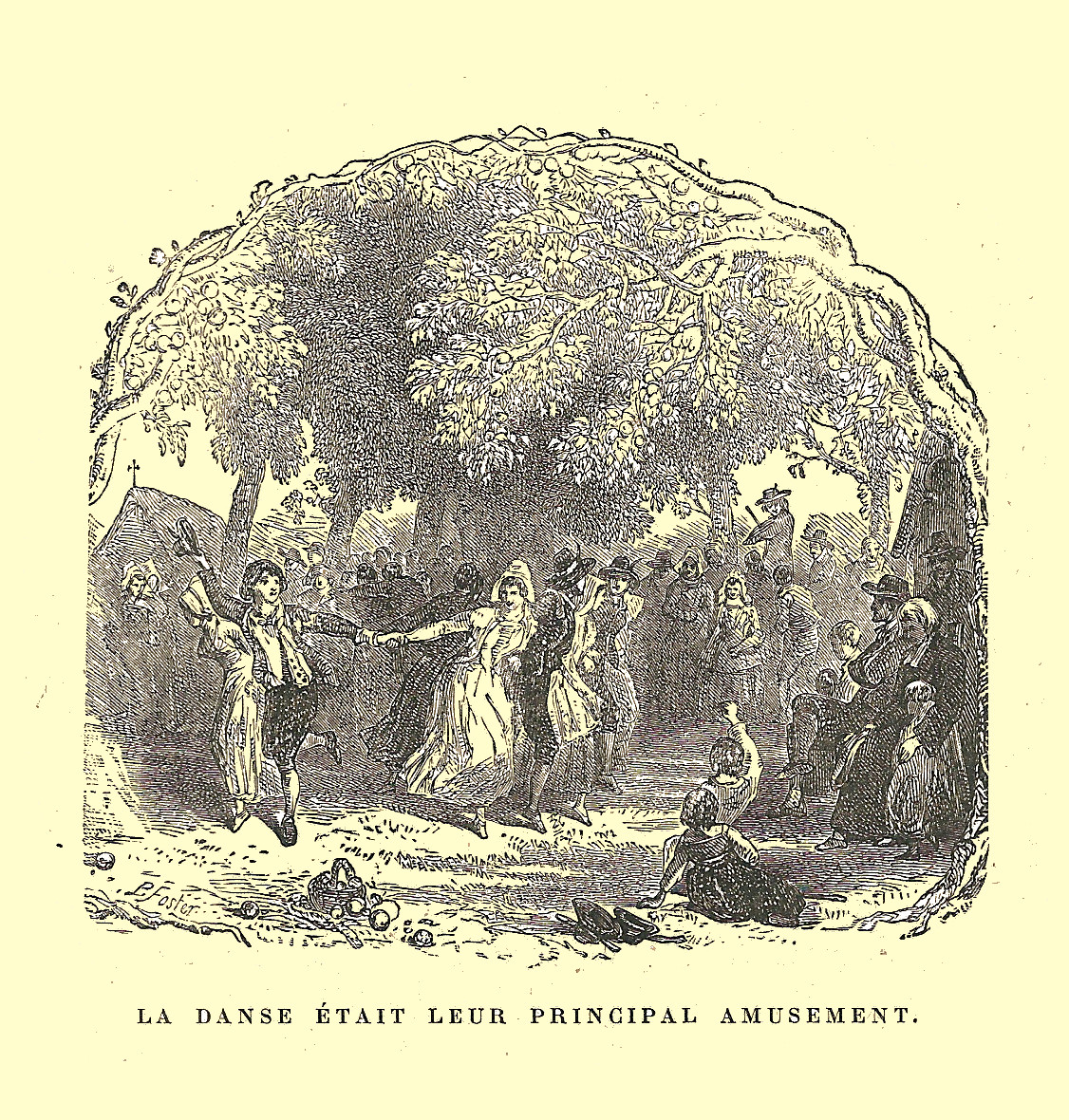
« La danse était leur principal amusement ». Illustration de lHistoire de la Nouvelle France d'Eugène Guénin, 1900.

Le corps féminin durant l’Ancien Régime peut être tant un vecteur d’ordre que de désordre social. Dans le contexte du règne de Louis XIV, les mœurs sociales sont un vecteur d’ordre. Ceux qui sont en marge de ces mœurs sont les cibles des autorités publiques de l’époque, car ces individus marginalisés sont une atteinte à la stabilité et à la moralité d’une société. Durant l’Ancien Régime un mythe nait, celui de la « femme utérus ». Les femmes sont de plus en plus perçues comme des reproductrices. Le devoir qui est attribué aux femmes de cette époque est celui de mère et d’épouse. Toute sortie de ce cadre est perçue comme une menace à l’ordre social. La prostitution est identifiée comme un désordre qui va à l’encontre de l’image des femmes, les femmes se prostituant sont des micro-agressions à la stabilité d’une société. Le corps féminin doit être utilisé dans la sphère domestique et doit servir à la reproduction.
Au Canada, la fragilité sociale de la colonie est surtout due au désordre sexuel des colons. Le libertinage des colons entraine un métissage non contrôlé. Ce métissage va à l’encontre du modèle sociétal européen et rend l’implantation française beaucoup plus fragile sur le territoire américain. L’envoi des Filles du Roy est une réponse au libertinage des colons. Ainsi, le corps féminin, celui qui est voué à être mère et épouse, est un vecteur de stabilité sociale. Jennifer Spear et Doris Garraway l’énoncent ; « la sexualité pouvait devenir un instrument de contrôle aux mains des autorités coloniales et métropolitaines ».

## La réalité sociale au Canada, évolution du17esiècleau18esiècle

### La surmasculinité du17esiècle
La société aux débuts de la colonie de Québec est majoritairement masculine. Il y a peu de femmes européennes. Cela dit, il y a des femmes autochtones, mais les autorités coloniales ne voient pas d’un bon œil cette présence. Cette surmasculinité provoque des comportements sociaux propres à la colonie. Tout d’abord, celle-ci offre un marché matrimonial favorable pour les femmes. Le ratio femmes/hommes favorise un mariage à un très jeune âge chez les femmes et favorise le remariage des veuves. Même que les veuves sont recherchées, car le fait qu’elles détiennent un patrimoine de biens immobiliers déjà construit attire des hommes plus jeunes et sans enfants. Cette situation matrimoniale pour les veuves est exceptionnelle et va disparaitre lorsque l’équilibre va s’amorcer entre les sexes.
Cette démographie déséquilibrée va entrainer des mariages de jeunes femmes impubères. Cette réalité est illustrée par les cas connus des mariages précoces des enfants du couple de Marie Rollet et de Louis Hébert ; l’une se marie à l’âge de 11 ans et l’autre à 12 ans. Cette tendance n’est pas que celle d’une classe sociale ou des groupes plus défavorisés, mais est une caractéristique pour les deux premières générations de femmes au Canada.

### Les femmes autochtones: des rivales transitoires

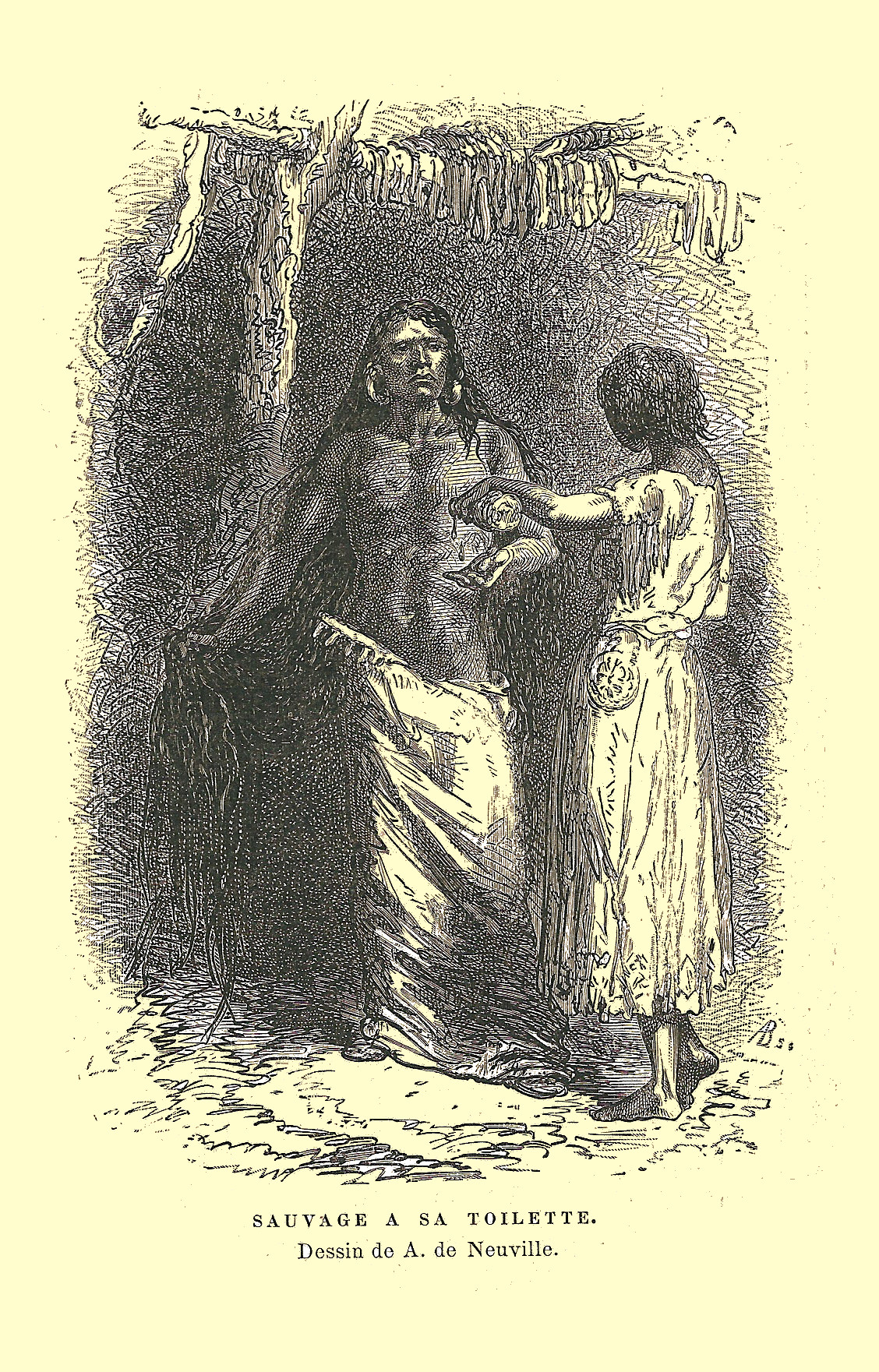
Une femme amérindienne faisant la toilette de son homme. Illustration de lHistoire de la Nouvelle France d'Eugène Guénin, 1900.

Du fait de cette surmasculinité, mais aussi de la spécificité des cultures autochtones, les premiers colons font largement appel aux femmes. Les Européens, interprétant les réalités amérindiennes d'après leurs propres valeurs, attribuent volontiers aux hommes autochtones un mode de vie « noble », voire comparable à celui des héros antiques, consistant à combattre, chasser, se livrer aux jeux sportifs, confectionner des canots et se reposer le reste du temps, alors que les femmes sont « esclaves » et assurent l'essentiel des tâches utilitaires. Ce mode de vie est d'autant plus perturbateur pour la société européenne qu'il est ressenti comme attractif par les coureurs des bois qui vont commercer et chasser parmi les Indiens. S'il est rare qu'une femme européenne aille vivre parmi les autochtones et se marie « à la mode du pays », il est beaucoup plus courant, surtout dans les premiers temps de la colonie, qu'un colon prenne une femme autochtone. Au 17e siècle, ces mariages mixtes sont généralement bien vus du clergé et des administrateurs qui y voient à la fois une manière de limiter les débordements sexuels et d'élargir le peuplement de la colonie ; vers 1635, les jésuites demandent même au pape la permission de célébrer des mariages entre hommes chrétiens et « filles sauvages non baptisées », ce qui leur est refusé. Le roi autorise cependant le mariage entre un Français et une autochtone « pourvu qu'elle soit chrétienne ». Au siècle suivant, si certains administrateurs croient encore aux vertus du mariage pour sceller des alliances avec les nations autochtones, d'autres cèdent de plus en plus à un préjugé défavorable au métissage considéré comme une déchéance et une altération de la « pureté de sang ». Le métissage est généralisé en Acadie mais plus rare au Québec car la femme autochtone, contrairement à la Française, n'apporte pas de dot au ménage.
Par ailleurs, Marie de l'Incarnation, supérieure des ursulines, note la grande difficulté d'habituer les femmes autochtones au mode de vie français, même parmi les fillettes éduquées par les religieuses : 

« Nous en avons l'expérience plus que tout autre, et nous avons remarqué de cent de celles qui sont passées par nos mains à peine en avons-nous civilisé une. Nous y trouvons de la docilité, de l'esprit, mais lorsqu'on y pense le moins elles montent par-dessus notre clôture et s'en vont courir dans les bois avec leurs parents, où elles trouvent plus de plaisir que dans tous les agréments de nos maisons Françaises »

. 
Les cultures autochtones, sauf rares exceptions, ignorent la notion de péché de chair qui est au contraire prégnante dans la morale de l'Europe chrétienne. Les chefs amérindiens n'ont aucune gêne à mettre leur femme, leur fille ou leur nièce à la disposition des visiteurs blancs et ce don sexuel ne semble susciter aucune répugnance de la part des femmes ; le rapport sexuel permet d'acquérir symboliquement les qualités des étrangers tandis que leurs contre-dons sous forme d'ustensiles ménagers, couvertures, aiguilles, etc., viennent faciliter la vie des femmes et accroître leur prestige social. Les coureurs des bois ont presque systématiquement une « épouse de chasse » qui les accompagne dans leur périple et leur sert de compagne, de ménagère et d'interprète.

### Défrichement et combats
L’installation coloniale entraine une spécificité dans la dynamique entre les femmes et les hommes. Lorsque les colons s’installent sur une terre dans les balbutiements de la colonie, tout est à faire ; il faut défricher la forêt, construire une maison, etc. Ce besoin d’installation pousse les femmes à aider leur mari, elles vont mettre la « main à la pâte », elles vont partager « le travail quotidien avec les hommes ». Les premières installations font disparaitre la division sexuelle des tâches qui limitait la sphère d’action des femmes. Le travail de ces femmes européennes était semblable à celui des femmes autochtones. Le travail physique du défrichement va redevenir une tâche associée à la gent masculine lorsque les familles pionnières sont mieux installées. Au 20e siècle, cette spécificité coloniale a été perçue comme un phénomène de libération des femmes. Toutefois, les rares témoignages des femmes des premiers colons conservés indique que cette situation n’était pas appréciée par celles-ci. Cette sortie des tâches ménagères provoquait une anxiété de vivre une situation loin du modèle familial établi. Il faut préciser aussi que cette sortie du cadre des tâches structurées en fonction du sexe est un phénomène féminin. L’inverse, que les hommes aident aux tâches dites ménagères, n’est pas une possibilité, car cette sphère d’action domestique est réservée uniquement aux femmes.
Un autre facteur doit être pris en considération pour faire un portrait complet de la spécificité coloniale qui affecte le rôle féminin au Canada ; celui du voisinage avec les peuples autochtones. Les premières décennies de l’établissement colonial sont caractérisées par les guerres franco-iroquoises. Ces luttes ont permis aux femmes d’avoir une place enviable au sein de l’espace public et masculin à Québec. Est-ce que les femmes européennes combattaient durant une attaque iroquoise ? Il y a peu de preuves historiques qu’elles auraient combattu aux côtés des hommes pour défendre leur terre. Toutefois, Micheline Dumont pense que les femmes de la colonie auraient possiblement combattu et soutient son hypothèse par le fait que les femmes, lorsqu’elles étaient capturées par les Iroquois, se faisaient infliger les mêmes tortures que les soldats et les hommes européens : ceci serait un indicateur que les Françaises défendaient aussi les établissements. L’un des rares récits conservés aujourd’hui est celui de Martine Messier. Cette femme aurait été attaquée par trois Iroquois à l’extérieur du fort de Montréal en 1652. Elle a été comparée à une « amazone » et à une « lionne », car elle se serait défendue alors qu'elle était blessée de plusieurs coups de hache.

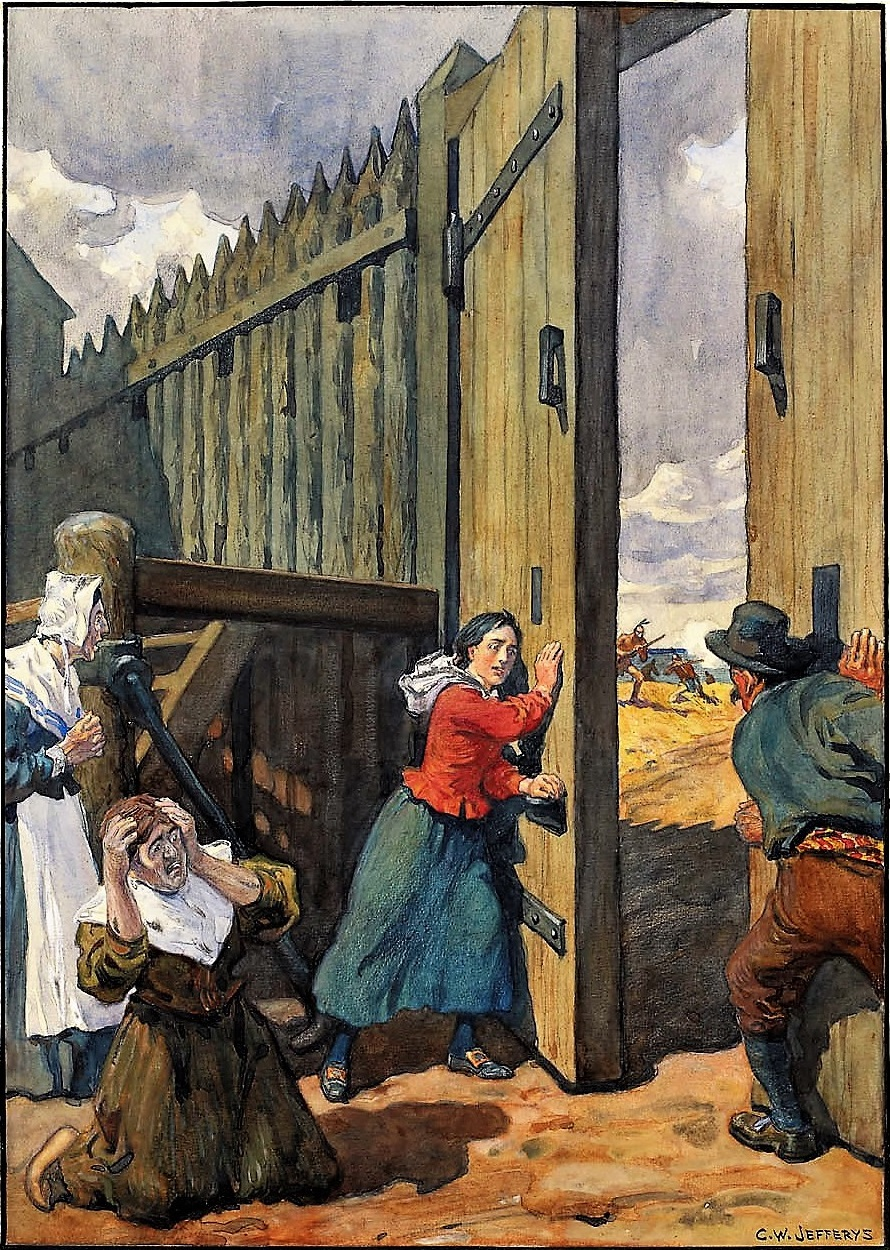
Madeleine de Verchères fermant la porte du fort devant les Iroquois. Peinture de Charles William Jefferys, 1934.

Une autre figure féminine très connue dans l’historiographie est Madeleine de Verchères. Cette femme s’est positionnée comme héroïne dans l’histoire du Canada, car elle a défendu le fort Verchères en 1692. Elle était alors âgée de 14 ans. Le jour de l’attaque iroquoise sur le fort, les parents de cette dernière étaient absents. Elle a « donné l’impression que le fort est bien gardé, même si ce n’est pas le cas. Elle tire du canon et des coups de feu à partir de divers endroits dans les fortifications. Elle réussit à faire croire que plusieurs hommes armés défendent le fort, bien qu’il ne s’y trouve en réalité que des enfants, un homme âgé et quelques soldats ». Toutefois, son exploit ne va pas être mentionné dans le rapport du gouverneur Frontenac sur l’évènement. Sept années plus tard, Marie Madeleine demande à être reconnue officiellement par le ministre de la Marine. L’Histoire a conservé le récit de cette jeune femme qui se défend courageusement contre « l’envahisseur » iroquois. Il est important de souligner que Madeleine de Verchères est la seule femme à revendiquer le titre de « héros » au 17e siècle. Toutefois, les correspondances personnelles de cette dernière permettent de comprendre que celle-ci acceptait totalement l’ « échelle de valeurs basée sur une conception masculine, militaire et élitiste du courage ». Il semble évident pour cette femme que « féminin » était un concept inférieur à l’héroïsme. Elle utilise sa sortie du cadre féminin pour revendiquer son acte d’héroïsme, mais ceci n’empêche pas qu’elle partage l’image collective d’« une femme inférieure » .
Ces luttes iroquoises bouleversent la vie des colons. Environ 10% de la population est tuée dans ce contexte de guerre. Toutefois, cette tendance sociale n’est que temporaire et s’estompe lorsque la paix est signée avec les Iroquois en 1701.
Il va de soi que ces circonstances modifient la vie des femmes dans la colonie en comparaison à la vie des Françaises de la même époque. Cependant, la fréquentation des autochtones ne modifie pas la mentalité des femmes d’origine européenne. Il est tentant de penser que les femmes européennes enviaient la liberté sexuelle des autochtones ; toutefois, la moralité chrétienne qui est, pour la plupart des pionnières européennes, une valeur intégrée, empêche celles-ci d’inclure ces mœurs sexuelles dans leur vie.

### L’équilibre démographique des effectifs masculins et féminins dans la colonie du 17e au18esiècle
La particularité démographique du début de la colonisation au Canada n’est pas une situation permanente. La surmasculinité entraine un caractère social inusité et « non traditionnel » qui permet à plusieurs femmes dans la colonie d’être plus indépendantes et autonomes que la majorité des membres de leur sexe. Pour reprendre l’argumentaire de Micheline Dumont, elle expose un concept pour illustrer ce changement démographique, la Conjoncture de 1701. D’après cette historienne, l’année 1701 caractérisée par la Grande Paix de Montréal, a facilité un retour à une démographie stable, car la menace iroquoise n’est plus perturbatrice de la stabilité économique et sociale.  Toutefois, le changement sociétal au Canada ne peut être perçu comme un changement immédiat, mais plutôt comme une évolution progressive vers la stabilité. Dans cette société nouvellement équilibrée, les femmes sont les premières laissées-pour-compte.
L’étude démographique réalisée par Danielle Gauvreau soutient un retour vers l’équilibre entre les sexes. Ce retour à la stabilité est percevable avec l’étude de l’écart d’âge entre les femmes et les hommes le jour de leur union ; en 1660 l’écart d’âge est en moyenne de 10,3 ans et entre 1740 et 1759, l’écart diminue considérablement, avec une différence moyenne de 5,6 ans. Il faut aussi spécifier que la « division du travail » abordée dans cet écrit est une division sexuelle du travail différente de celle de l’époque industrielle.
Le caractère pionnier a pu jouer en faveur des femmes dans le sens où le sexe-ratio était très inégal dans les premiers temps de la colonie. Elles étaient rares, donc chères et désirées. En effet, si l’on se concentre sur le cas des filles du Roi, on peut retenir qu’elles étaient dotées par le monarque, ce qui constitue un privilège. En outre, orphelines et loin de toute tutelle métropolitaine, elles ont pu disposer d’une certaine liberté dans le choix de leur conjoint : 13% d’entre elles ont ainsi rompu leurs premières fiançailles.
Les religieux sulpiciens chargés d'éduquer les fillettes amérindiennes dans la religion et la morale chrétiennes, mais aussi dans la langue française, s'inquiètent parfois de la mauvaise influence des jeunes femmes amenées d'Europe, des « filles du Roi » en particulier : le père Gabriel Souart fait savoir à l'intendant de Québec que la colonie a besoin de femmes « prudes, âgées et fort habiles » alors que celles-ci sont « jeunes, vicieuses et fort ignorantes ».

## Pouvoirs féminins: seigneuresses, entrepreneuses et religieuses

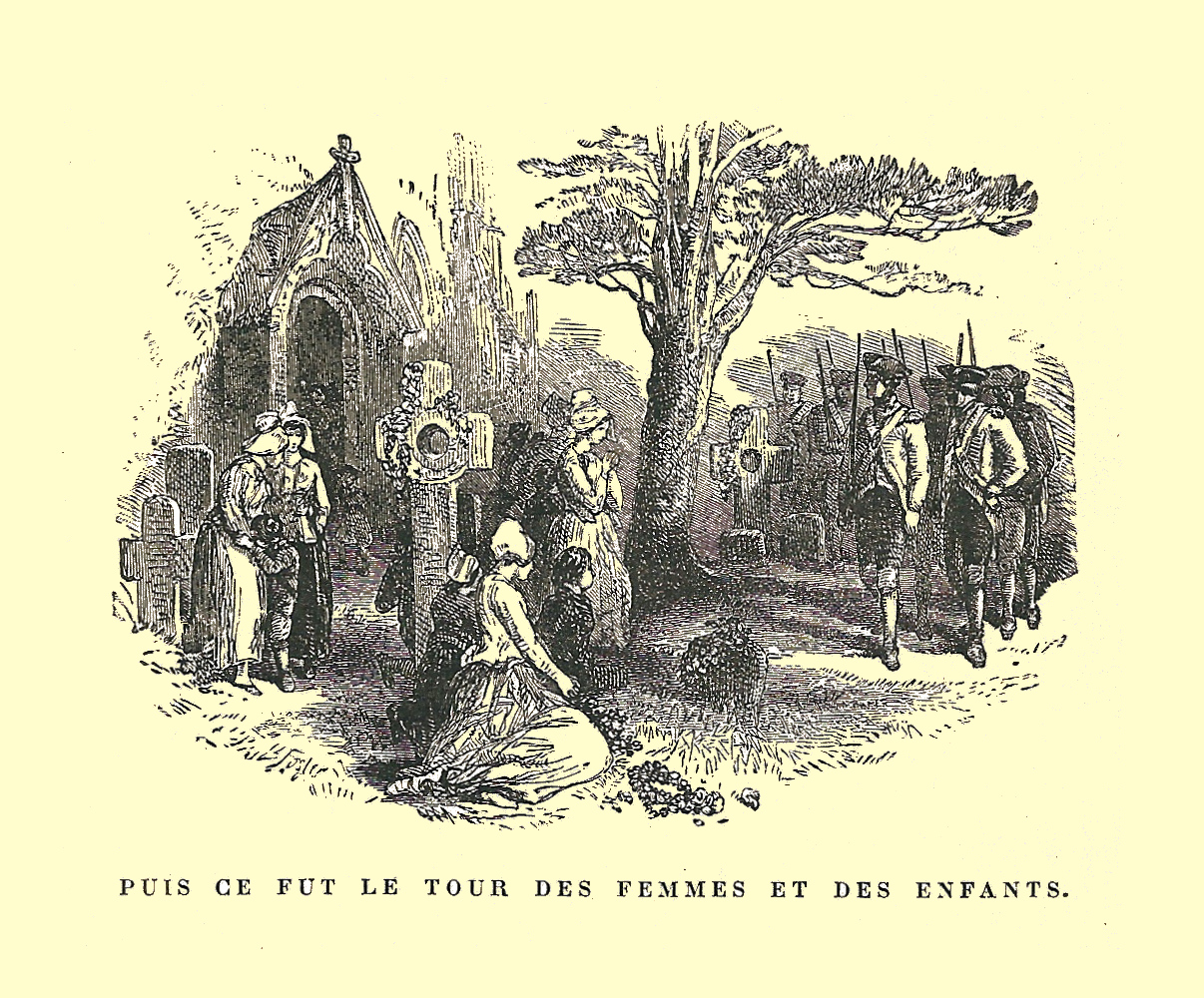
« Puis ce fut le tour des femmes et des enfants ». Illustration de lHistoire de la Nouvelle France d'Eugène Guénin, 1900.

Les femmes ont joué un rôle de premier plan dans le développement de la colonie. L’éloignement des maris étant chose courante, les femmes ont pu s’impliquer dans les activités économiques et politiques. En ce qui concerne la politique, comme ces questions se traitaient en Nouvelle-France plus dans les salons que dans les cabinets, les femmes participaient aux décisions prises. Bien évidemment il s’agit ici des femmes nobles, qui, comme leurs maris, « demeurent au service du roi ». Les femmes sont aussi appelées à remplacer leurs maris à la tête de l’entreprise familiale si celui-ci s’absente (pensons aux périodes de traite) ou vient à mourir (les occasions ne manquent pas avec les guerres ou les dangers inhérents à la colonie). Les femmes entrepreneuses sont rares, mais elles existent. En outre les femmes peuvent être amenées à gérer les possessions terriennes, ainsi Catherine Dupré qui continue à gérer le développement de la seigneurie de Terrebonne après la mort de son mari en 1715.
La Nouvelle-France a eu un écho favorable auprès des femmes, car elle représentait une terre d’évangélisation, donc une voie d’accès au salut. Cet écho s’est alors transformé en soutien ; certaines d’entre elles ont favorisé le développement de la colonie. Cela suivant deux moyens : l’avancement de capitaux (Antoinette de Guercheville et la reine Anne d’Autriche entre autres) ou l’évangélisation sur le terrain (Jeanne Mance, Marguerite Bourgeoys). Cette terre pionnière a permis à des femmes, dans le cadre de structure religieuse comme les ordres nés de la Contre-Réforme, de s’impliquer directement dans la vie quotidienne. Quand la colonie est en guerre, les religieuses apportent un soutien médical. En temps de paix elles participent des relations avec les Amérindiens en accueillant de jeunes filles autochtones dans leurs écoles.

De nombreuses femmes ont joué un rôle de premier plan dans la colonie naissante. Plusieurs religieuses comme Marie de l'Incarnation, fondatrice des Ursulines , Jeanne Mance, fondatrice de l’Hôtel Dieu à Montréal  ou encore Marguerite Bourgeoys, fondatrice de la congrégation de Notre-Dame de Montréal, sont des figures importantes qui marquent l’installation de la communauté catholique sur le territoire canadien. 

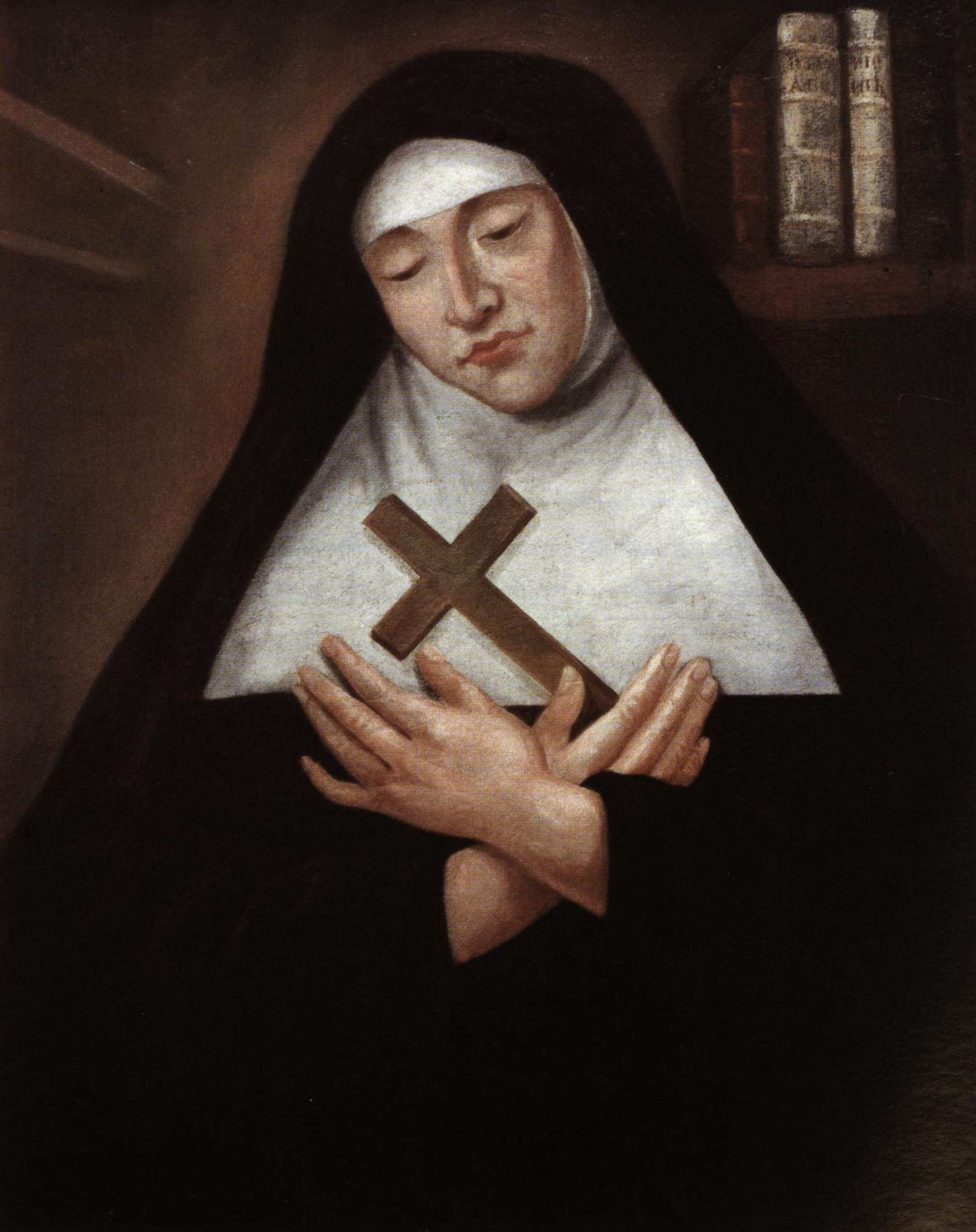
Portrait de mère Marie de l'Incarnation, attribué à Hugues Pommier, huile,. 1672. Archives des ursulines de Québec.

 Il y a aussi des femmes laïques qui ont réussi à s’imposer comme des figures de proue dans l’espace public telles que Marie-Anne Barbel, marchande et entrepreneuse, Agathe de Saint-Père, une manufacturière de Montréal, Marie-Thérèse Baby, fondatrice d’une entreprise de commerce, Louise de Ramezay, administratrice de seigneuries, de scieries et d’une tannerie avec ses sœurs , pour nommer que celles-ci.
Ces femmes, religieuses ou laïques sont la preuve qu’il est possible pour le sexe féminin d’avoir une certaine influence sociale, voir une liberté économique dans la société canadienne. Par contre, les fondatrices religieuses mentionnées ci-haut étaient soumises à une hiérarchie ecclésiale dirigée par membres du clergé masculin. Pour les femmes marchandes et entrepreneuses, elles étaient des exceptions. Ces vies hors normes appuient le propos de Danielle Haase Dubosc et d’Éliane Viennot « …Parler des pouvoirs et des femmes sous l’Ancien Régime, c’est avant tout parler des contradictions et des failles dans les institutions comme dans les codes culturels, juridiques et sociaux. Ces contradictions et ces failles ont permis, malgré l’antique et réitérée condamnation qui pesait sur le « sexe imbécile »  que des femmes exercent dans les domaines les plus divers non, pas LE pouvoir, mais DU pouvoir ».  Ainsi ces femmes avaient du pouvoir, mais elles n’étaient pas pour autant intégrées dans LE pouvoir spécifiquement masculin de l’époque.

## Les spécificités des femmes selon leur appartenance à un groupe social

### Modalités de comparaison
Il est important d’aborder l’oppression féminine de l’époque de l’Ancien Régime. Toutefois l’oppression n’est pas le seul vecteur de l’étude des femmes. Il ne faut pas que souligner les sorties du cadre privé et ainsi mettre en lumière que les femmes qui se sont démarquées par rapport au statut « normal » des femmes de cette époque. Il faut analyser, utiliser des techniques variées de l’histoire sociale et comparer « systématiquement les caractéristiques de toutes les classes sociales » pour comprendre la place des femmes dans cette société. Il faut mettre en relation les modes de production, les niveaux de vie et les différents « aspects des rôles sociaux » des femmes. Cette section de l’article a pour but de présenter les caractéristiques communes de ces femmes et tente de présenter de façon brève les différences entre les groupes sociaux pour démontrer que le quotidien féminin n’est pas qu’une réalité générale, mais plutôt un amalgame de différentes réalités sociales. Le mode de vie des femmes dépend du statut social de leur père ou de leur mari. Ainsi, il est inutile de tenter de créer un « portrait homogène » des femmes.

### Expériences communes
Les femmes au Canada vivent une expérience commune, celle de la maternité. Pratiquement toutes les femmes mariées de la colonie, de tous les groupes sociaux, vont être enceintes tous les deux ans environ et ce, jusqu’à la ménopause, vers l'âge de 45 ans ; ce rythme n'a rien d'exceptionnel dans les sociétés pré-industrielles mais, à la différence de la métropole, la demande de femmes est constante : il est exceptionnel qu'un jeune homme diffère son mariage ou un veuf son remariage par manque de ressources ou par le choix d'un métier, soldat ou domestique, qui l'empêcherait d'élever une famille. Seules restent à l'écart de la maternité les femmes qui entrent dans les ordres religieux. Les femmes en union ont pour fonction de mettre au monde des enfants, leur rôle est tout d’abord celui de reproductrice. 
La seconde expérience commune est le mariage. Le rôle du mariage dans la colonie est un vecteur d’ordre social. L’union maritale n’est pas un évènement homogène et semblable dans tous les cas, le vecteur du rang social entraîne des exigences contraignantes dépendamment de l’appartenance des femmes à certains groupes sociaux. En plus des exigences spécifiques à certains groupes, l’âge moyen du mariage diffère selon l’appartenance à un groupe ou un autre.
La dernière expérience commune ciblée est le confinement à la sphère privée. Il faut reconnaitre[Qui ?] que le confinement à la sphère privée est une pratique reconnue par les femmes qui, lors de l’éducation de leurs enfants, vont séparer leur marmaille en fonction des tâches spécifiques à leur sexe. Donc, les jeunes femmes de la colonie vont, dès leur plus jeune âge, assister leur mère dans les tâches ménagères et domestiques propres à leur sexe.

### Différences entre les groupes sociaux

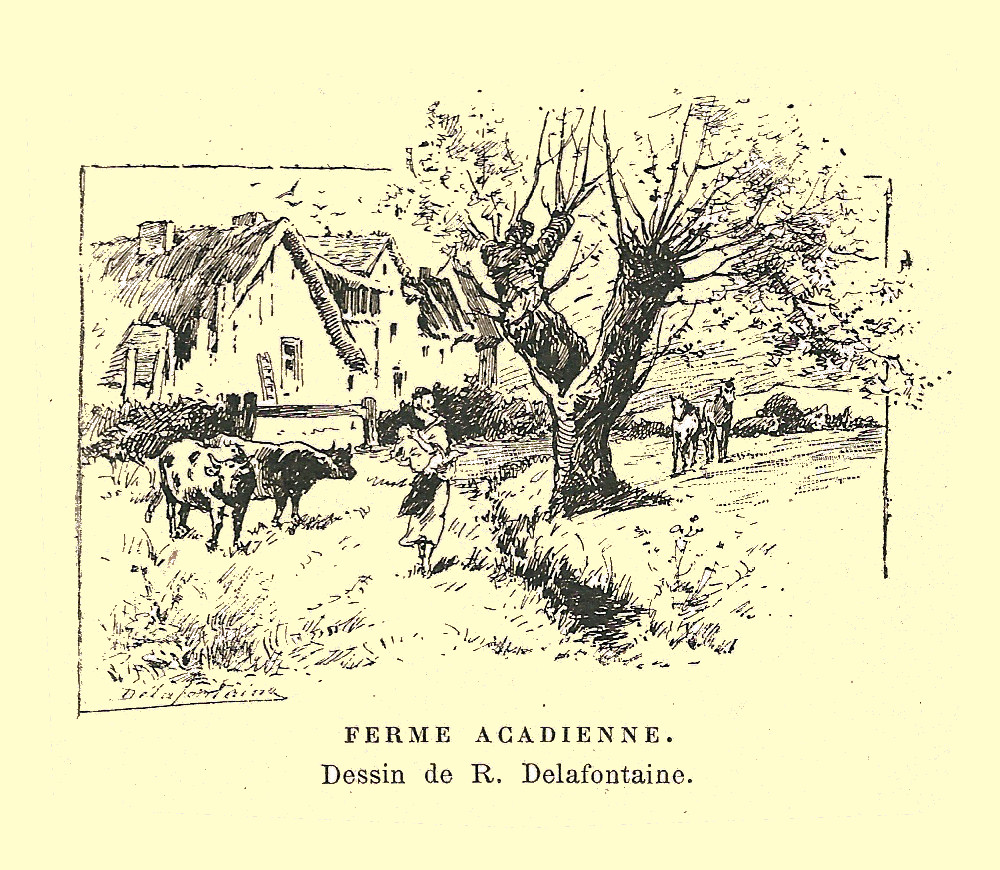
Ferme acadienne. Illustration de lHistoire de la Nouvelle France d'Eugène Guénin d'après R. Delafontaine, 1900.

Cette section a pour but de démontrer que la réalité coloniale peut varier d’un groupe social à l’autre. Cette multiplicité des réalités que vit le sexe féminin va être démontrée par des exemples pour chaque groupe social.

#### Les domestiques et les esclaves
La vie de domestique est dans la majorité des cas une situation passagère pour les femmes. Celles-ci sont jeunes et célibataires, elles attendent d’avoir l’âge pour se marier et pour remplir les devoirs que la société attend de toute femme de cette époque.  Il faut toutefois préciser que cette situation passagère ne s’applique pas à la tranche des domestiques réduites en situation d’esclavage.

#### Les femmes paysannes
L’étude de Danielle Gauvreau sur la ville de Québec permet de souligner une différence comparative entre les paysannes et les filles urbaines ; les filles vivant à la campagne ont tendance à se marier plus tôt que les autres groupes sociaux en ville.

#### Les femmes journalières/ artisanes
La vie des femmes journalières est sensiblement différente de celle des autres groupes. Malgré le modèle économique patriarcal, la réalité des personnes vivant dans une situation précaire entraine les femmes à chercher un emploi rémunéré pour pouvoir « boucler les fins de mois », même si elles sont mariées et que leur époux travaille. Les femmes d’artisans peuvent trouver une rémunération en tenant des auberges ou des cabarets. De plus, l’étude de Suzanne Gousse, Les Couturières de Montréal au XVIIIe siècle, démontre que la grande majorité des femmes couturières provenaient « du milieu qui comprend les sous-officiers et les soldats ainsi que les artisans divers, les petits commerçants et les habitants ».

#### Les femmes de la bourgeoisie

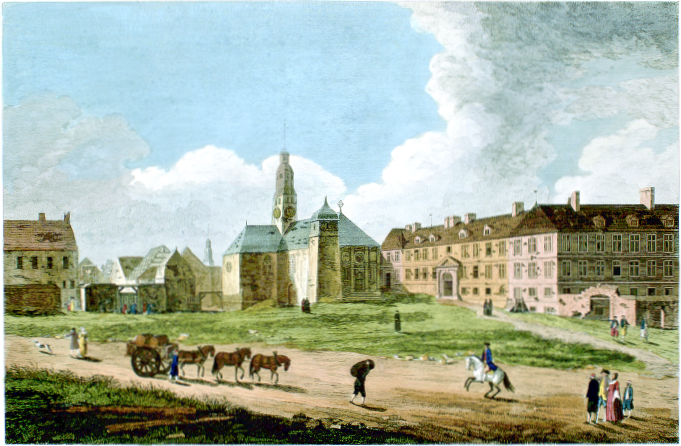
Vue de l'église et du collège des jésuites à Québec, 1761.

Le groupe social des femmes bourgeoises détient des comportements sociaux démographiques différents comme une plus grande taille des familles et un âge plus élevé au mariage. Ces comportements sont liés aux « objectifs de carrière et d’exigences matrimoniales liées au rang social ».
Un comportement spécifique attribué aux femmes de la bourgeoisie, plus spécifiquement aux femmes de marchands, est leur rôle de procuratrice naturelle. Les femmes des marchands sont souvent les responsables désignées de l’entreprise familiale lorsque le mari s’absente. Bien que d’autres groupes puissent avoir détenu des comportements semblables, ils sont aujourd’hui impossibles de les retracer si l’acte n’a pas été rédigée chez un notaire. L’absentéisme masculin chez les marchands illustre la réalité économique du Canada qui oblige des déplacements parfois très longs pour réaliser du commerce au niveau intercolonial. Les femmes de marchands détenaient donc, par procuration, l’autorité entière sur l’entreprise de leur mari. Cet absentéisme masculin issu d’une réalité coloniale unique crée ainsi une dynamique sociale favorable à l’intégration des femmes dans la sphère publique.
En général, les femmes de Québec, colonie ancienne et siège du pouvoir administratif, sont réputées plus raffinées dans leur langage et leurs manières que celles de Montréal, ville de l'intérieur qui passe pour contaminée par les mœurs amérindiennes.

#### Les femmes nobles
À la différence des autres groupes, la noblesse accorde plus d’importance au rôle de procréatrice, car il y a un besoin, voir un devoir de perpétuer les lignées. Ceci explique pourquoi les femmes nobles ont plus souvent recours à des nourrices pour pouvoir augmenter leur fertilité. Les femmes nobles ont aussi un rôle de médiatrice entre les membres de l’élite. Elles jouent un rôle d’arrière-scène pour calmer les enjeux commerciaux et économiques. Elles accomplissent cette médiation en raison de leurs connaissances aiguës des relations des membres de l’élite.
Un autre comportement spécifique est que les femmes nobles décident, trois fois plus que les autres groupes sociaux, de ne pas se marier. Nombreuses de ces célibataires deviennent religieuses.

## La capacité juridique et le pouvoir des femmes selon leur statut dans la colonie

### Comment le droit permet de comprendre les avantages sociaux des femmes
La législation qui s’appliquait en Nouvelle-France était moins défavorable aux femmes comparée à celle qui avait cours à la même époque dans la colonie américaine anglaise (la common law) ou dans le sud de la France avec le droit romain. La loi qui s’appliquait en Nouvelle-France était la coutume de Paris, qui se veut égalitaire. Cet aspect de la coutume profite aux femmes à plusieurs égards. D’abord la coutume prévoit la séparation égales des biens: ceux du mari, ceux de la femme ; ainsi que la communauté pour les acquêts ; ce qui laisse une certaine indépendance et qui permet aux femmes d’empêcher leurs maris de vendre le bien commun. Cette pratique favorise la subsistance de la famille. À cela s’ajoute la consolation financière que constitue le douaire.
L'histoire du genre permet une approche qui tente de saisir quelles sont les dynamiques qui régissent les rapports masculins et féminins. En effet, le droit apporte un angle d’analyse intéressant pour comprendre l’application des rapports sociaux entre les genres, liés aux statuts civils caractéristiques de l’Ancien Régime.

### Les femmes célibataires
Premièrement, les femmes célibataires mineures étaient, tous comme les jeunes hommes, sous l’autorité paternelle. Durant l’Ancien Régime, la majorité est atteinte à 25 ans tant chez les hommes que chez les femmes. Toutefois, les femmes sont, dans la majorité des cas, mariées avant cet âge, sauf si le voile est pris. Lors de l’union maritale, l’autorité paternelle est transférée au mari. Ainsi la femme ne sera plus perçue comme un individu majeur (voir section suivante sur les femmes mariées). Donc, pour exercer pleinement des droits de la Coutume de Paris, la femme doit être « majeure et célibataire ».

### Les femmes mariées
Le contexte colonial ne produit pas un partage plus équitable des rôles et du pouvoir au sein du couple selon Josette Brun. Elle constate que bien que les hommes pouvaient opter pour la délégation dans leurs affaires, ils ne le faisaient que très rarement. Néanmoins elle montre que les marchands ont une plus grande propension que les autres professions (notamment chez les artisans) à associer leurs femmes aux affaires. La loi, importée de France, pérennise l’organisation sociale qu’ont connu les colons, et ceux-ci vont la reproduire. Ainsi une femme est mineure jusqu’à ses 25 ans, même si elle a été préalablement mariée. Cependant cette législation, qui semble favoriser une domination patriarcale et masculine, sait venir au soutien des femmes.  Les peines sont fortes pour les hommes accusés de fausses promesses de mariage.

Les femmes mariées sont considérées, selon le droit coutumier, comme mineures, dépendantes de l’autorité du mari. Bref, les femmes mariées ont une incapacité juridique. Ces femmes peuvent posséder des biens, mais ne peuvent « ni engager des transactions commerciales ou financières, ni intenter des poursuites au civil, ni même gérer ses biens propres sans l'autorisation de son mari gestionnaire ». Le rôle des femmes mariées s’efface au profit de celui du mari dans les causes judiciaires. Cette singularité permet d’éclairer une tendance sociale qui régit le dynamisme entre les hommes et les femmes durant l’Ancien Régime. Ceci illustre que l’homme était le patron de la communauté de biens et le maitre du noyau familial.
Le droit coutumier offre des mesures légales pour que les femmes mariées puissent obtenir une séparation de biens ou de corps. La séparation de biens est une décision judiciaire qui, tout en conservant les liens matrimoniaux, dispense les couples de partager leurs biens, chacun détient une libre disposition sur ses avoirs. Ceci pouvait protéger les femmes d’une mauvaise gestion ou d’une liquidation de leurs biens par un mari non vigilant. La séparation de corps, quant à elle, n’est pas un divorce dans le sens moderne du terme, c’était un « relâchement du lien conjugal » qui permettait à un couple de ne plus vivre sous le même toit. Malgré tout, cette disposition judiciaire ne protège pas les femmes de violences physiques infligées par leur mari. Il faut aussi préciser que ce genre de démarche judiciaire était coûteux et donc, difficile d’accès pour les femmes moins fortunées. Ces mesures légales permettent aux femmes une certaine protection, mais celles-ci ont des limites évidentes. Par exemple, les lois permettaient aux hommes mariés de « porter une accusation d'adultère contre sa femme, la faire enfermer dans un couvent et obtenir facilement la séparation de corps pour ce motif, sans que l'inverse soit possible », aucune femme ne pouvait faire de même . De plus, une séparation de biens ou de corps ne rend pas les femmes plus autonomes sur le plan judiciaire, elles restent dépendantes de leur mari, que celui-ci soit un violent alcoolique ou qu’il ait dilapidé l’entièreté de son héritage. Les femmes vont seulement devenir pleinement autonomes sur le plan juridique s’il y a une annulation de mariage ou lorsqu’elles seront veuves.
Ces mesures judiciaires de la Coutume de Paris sont devenues un trait de l’argumentaire historique d’une colonie favorable aux femmes. Jan Noël, à contre-courant de l’historiographie actuelle sur l’histoire des femmes, affirme que les femmes sont favorisées sur le plan judiciaire sous l’Ancien Régime au Canada. Bien que cette thèse s’appuie sur la comparaison des Common laws des colonies anglaises au sud du Canada, cette position est une thèse d’un « âge d’or » des femmes dans la colonie. Cette recherche a d’ailleurs ravivé des débats dans la communauté scientifique. Une autre mesure juridique qui est utilisée dans l’argumentaire d’une situation favorisée pour les femmes, est le douaire. Ce douaire facilitait l’assurance de revenus lors du décès du mari, mais cette mesure n’empêche toutefois pas les veuves de vivre dans une situation précaire.

### Les femmes veuves
Autre marque de dépendance, le temps de veuvage. Au-delà des bourgeoises, il est difficile pour les femmes de travailler, cela est mal perçu et est considéré comme un abandon de sa famille. Mais il y a besoin financier ; les veuves seraient donc contraintes de se marier. Mais passé la quarantaine le mariage devient plus difficile car le but premier qu’assigne l’Église au mariage est la reproduction. Cependant les hommes veufs sont eux aussi contraints aux mariages car ils n’ont pas pour habitude de procéder aux tâches ménagères (voir division sexuelle du travail). Des perspectives s'ouvrent s’ils ont des enfants, la société et l’Église s’accordant pour reconnaître aux femmes le rôle d’éducatrice, un remariage est envisageable. Nous pouvons même considérer qu’un homme veuf sera plus disposé à faire des concessions en épousant sa seconde femme dans une telle situation.
Les veuves constituaient le « pauvre de prédilection », celui qui attire les bonnes grâces de l’Église. Josette Brun dans Vie et mort du couple en Nouvelle-France note que ces marques de solidarité dont pouvaient bénéficier les veuves peuvent être perçues comme un atermoiement favorisant la dépendance des femmes.
Les femmes veuves sont affranchies du pouvoir de leur mari. Les veuves sont donc monoparentales et détentrices de l’autorité sur le noyau familial. Le veuvage est une situation sociale courante et environ le trois quarts des veuves vont vivre une situation de monoparentalité.  Cette situation sociale permet aux femmes une gestion intéressante du patrimoine familial et certaines ont tiré profit de cette réalité, comme Marie-Anne Barbel, Éléonore de Grandmaison, Marie Couillard ou encore Marie-Catherine Peuvret. Les femmes de l’élite vont utiliser leur rang et user de la vision que les autorités détiennent de leur sexe pour revendiquer leurs intérêts. Il y a plusieurs femmes de l’Élite qui ont détenu sur une courte ou une longue période, la place de seigneuresse en raison de leur veuvage. Toutefois, l’absence d’hommes dans la dynamique familiale, permettant une prise de pouvoir féminin, ne plait pas aux autorités .
Toutefois, ces cas d’exception ne sont pas la norme. Le veuvage entraine, la plupart du temps, une désorganisation économique et une perte de revenus. Le veuvage, sans soutien familial, peut souvent mener à la mendicité et à la prostitution, car cette situation sociale marque un appauvrissement considérable. Les veuves sont des individus détenant une capacité juridique, mais celles-ci sont aussi des pauvres reconnues par la société. Josette Brun prénomme les veuves « bonnes pauvres », car la société reconnait que le sexe « faible » avec sa dite « fragilité féminine » est en détresse matérielle lorsque le mari décède. La société patriarcale, les autorités coloniales acceptent et soutiennent les femmes dans cette situation économique précaire. Cette vision de pauvres de prédilections favorise les veuves, car celles-ci éveillent la compassion des autorités coloniales et ecclésiales. Toutefois, malgré ce soutien, elles sont surveillées de très près par les instances ecclésiastiques pour ne pas qu’elles empruntent le mauvais chemin de la prostitution pour arrondir les fins de mois. Cette dualité d’ « aide/jugement » est un autre exemple du double standard qui dicte la conduite morale que doivent avoir les femmes en société.
De plus, les femmes veuves ne sont pas affranchies du patriarcat. Elles vont détenir une autonomie plus grande que la plupart des femmes dans la société, mais elles demeurent femmes de leur temps. Elles restent des individus détenant une liberté freinée par le cadre d’une société et d’une autorité patriarcale, qu’elles soient seigneuresses, marchandes, aubergistes ou journalières.

## Historiographie
Les femmes en Nouvelle-France ont une histoire qui est mieux documentée depuis la fin des années 1990 ; ce qui permet de reconsidérer leur importance au sein de la colonie.